# Xenophonus
Xenophonus hirtus es una  especie de coleóptero adéfago de la familia Carabidae y el único miembro del género monotípico Xenophonus.